# ریگول
ریگول (انگلیسی: RIGOL) شرکت الکترونیک چینی است، که در سال ۱۹۹۸ تأسیس شد.